# Trematolobelia macrostachys
Trematolobelia macrostachys är en klockväxtart som först beskrevs av William Jackson Hooker och George Arnott Walker Arnott och som fick sitt nu gällande namn av Alexander Zahlbruckner och Joseph Rock.
Trematolobelia macrostachys ingår i släktet Trematolobelia och familjen klockväxter. Artens utbredningsområde är Hawaii. Inga underarter finns listade i Catalogue of Life.

## Bildgalleri

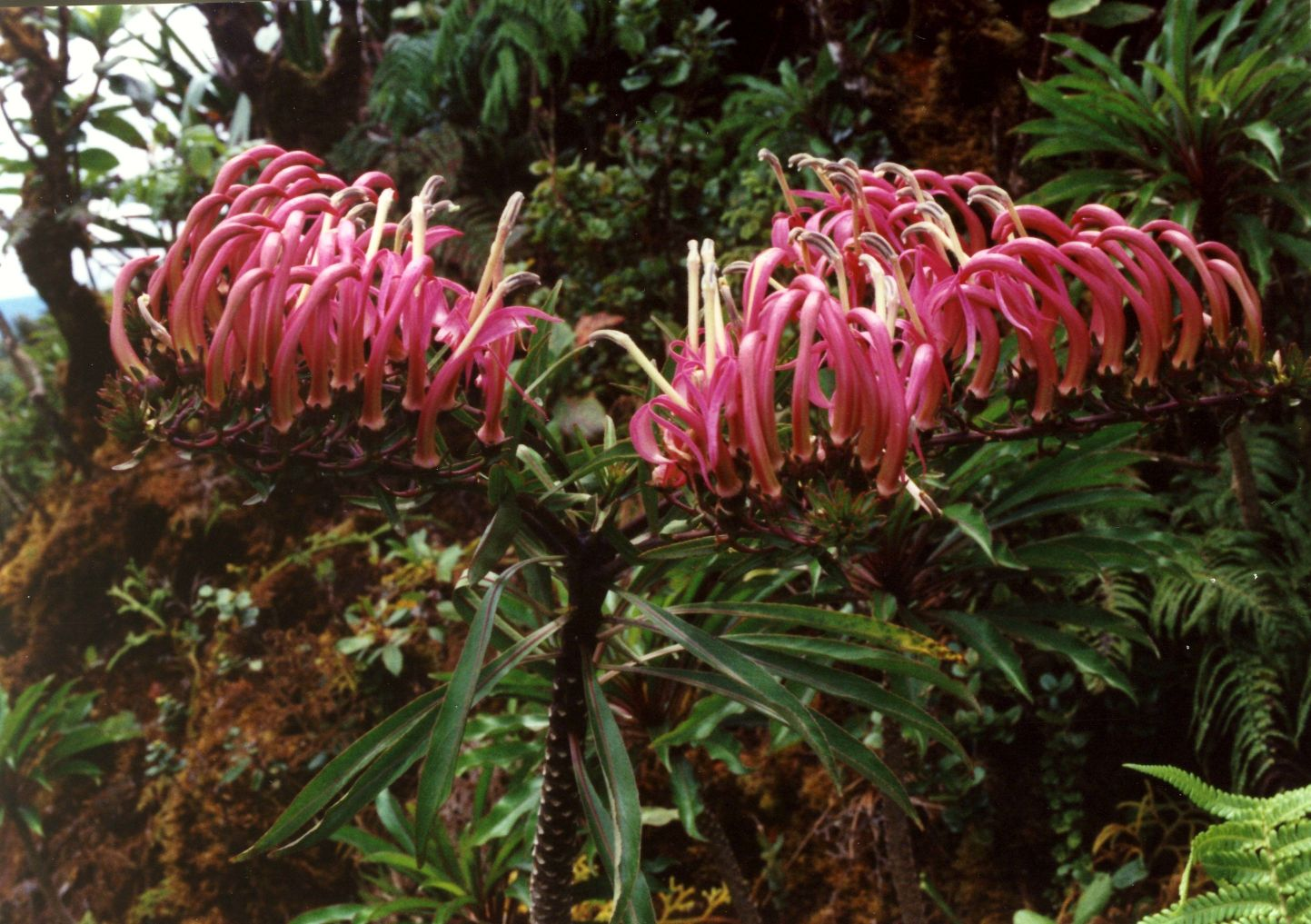